# Septoria veronicae
Septoria veronicae Roberge ex Desm. – gatunek grzybów z klasy Dothideomycetes. Według Index Fungorum takson niepewny. Grzyb mikroskopijny, pasożyt, endobiont rozwijający się na liściach przetaczników (Veronica).

## Systematyka i nazewnictwo
Pozycja w klasyfikacji według Index Fungorum: Septoria, Mycosphaerellaceae, Capnodiales, Dothideomycetidae, Dothideomycetes, Pezizomycotina, Ascomycota, Fungi.
Takson ten opisali Michel Roberge i Jean Baptiste Henri Joseph Desmazières w 1849 r. Synonim: Septoria veronicae var. major Died. 1914.

## Morfologia
Objawy na porażonych roślinach
Na obydwu stronach porażonych liści powstają małe, koliste, jasnobrązowe lub ółtobrązowe plamki z bardzo cienka, ciemnobrązową obwódką. Mają średnicę do 3 mm. Po uschnięciu liści plamki stają się niewidoczne i cały liść pokrywa się owocnikami.
Cechy mikroskopowe
W obrębie plam na obydwu stronach liścia tworzą się pyknidia o średnicy 66–132 μm. Konidia proste lub nieco wygięte, o wymiarach 20–56 × 1–1,5 μm, podzielone 0–3 septami. Mają wymiary 30–38 × 1–1,5 μm. Wydostają się przez pojedyncze, otoczone ciemniejszymi komórkami ostiolum o średnicy 10–44 μm.
Znana jest tylko postać bezpłciowa (anamorfa).

## Występowanie
Występuje w Europie (Belgia, Bułgaria, dawna Czechosłowacja, Dania, Francja, Litwa, Łotwa, Niemcy, Polska, Rosja, Rumunia, Ukraina, Węgry, Wielka Brytania, Włochy), w Azji (Chiny, Kazachstan, Rosja) i w Ameryce Północnej (USA, Kanada).
W Polsce stwierdzono występowanie Septoria veronica na przetaczniku ożankowym (Veronica chamaedrys)  i przetaczniku górskim (Veronica montana) – obydwa stanowiska w Słowińskim Parku Narodowym (1993 i 2001 r.). 